# Santo Aleixo
Santo Aleixo ist eine Gemeinde (Freguesia) im portugiesischen Kreis Monforte. In ihr leben 497 Einwohner (Stand 19. April 2021).